# امبونومبی
امبونومبی (به لاتین: Ambonomby) یک سکونتگاه مسکونی در ماداگاسکار است که در سوفیا (ماداگاسکار) واقع شده‌است.

## خصوصیات
امبونومبی ۱۰٬۰۰۰ نفر جمعیت دارد و ۱٬۳۰۳ متر بالاتر از سطح دریا واقع شده‌است.